# Bismarckkråka
Bismarckkråka (Corvus insularis) är en fågel i familjen kråkfåglar inom ordningen tättingar.

## Utseende och läte
Bismarckkråkan är en medelstor, helsvart kråka. Den har en kraftig och ofta ljusspetsad näbb. Ögat är ljust blåaktigt. Lätet består av korta och nasala kraxande toner.

## Utbredning och systematik
Fågeln återfinns i Bismarckarkipelagen. Tidigare betraktades den som underart till torreskråka (C. orru). 

## Levnadssätt
Bismarckkråkan är en vanlig fågel i de flesta öppna skogs- och skogsbrynsmiljöer. Den ses ofta nära bebyggelse.

## Status
Arten har ett stort utbredningsområde och internationella naturvårdsunionen IUCN kategoriserar arten som livskraftig. Beståndsutvecklingen är dock oklar.